# Acta Radiologica
Acta Radiologica — это рецензируемый медицинский журнал, публикующий статьи по радиологии, в том числе по диагностической и интервенционной радиологии, клинической радиологии, экспериментальных исследованиях на животных и других исследованиях, связанных с процедурами медицинской визуализации.